# Ana Ballabriga Navarro
Ana Isabel Ballabriga Navarro (Campdàsens, Osca, 7 de setembre de 1977) és una escriptora espanyola de novel·la negra i suspens. Totes les seves novel·les estan escrites a quatre mans amb David Zaplana.
Llicenciada en psicologia per la Universitat de València. A València va conèixer el també escriptor David Zaplana, amb qui comparteix una relació sentimental. El 2007 van publicar la seva primera novel·la, Tras el Sol de Cartagena. El 2016 van guanyar el Premi Literari d'Amazon amb Ningún escocés verdadero i el 2021, el certamen literari de novel·la negra Auguste Dupin amb El deseo eterno.
Ha estat també directora, guionista i productora de diversos curtmetratges juntament amb David Zaplana.
Dirigeix el pòdcast literari Un dia de libros, el podcast de true crim Sin Ficción (per a l'editorial Alrevés) i col·labora amb la secció La gota de sangre al canal de YoutTube de la revista literària digital Zenda, que pren el seu nom de la novel·la homònima d'Emília Pardo Bazán.

## Obra publicada
- Tras el sol de Cartagena (Maghenta Editorial, 2007; reeditada por Amazon Publishing en 2018).
- Morbo gótico (Alfaqueque Ediciones, 2010).
- Ningún escocés verdadero (Amazon Publishing, 2016).
- The Dark Circus (Amazon Publishing, 2018).
- La paradoja del bibliotecario ciego.
- Soy Rose Black (Ediciones Versátil, 2019).
- La profecía del desierto (Ed. Umbriel, 2021).
- El deseo eterno (Ed. Distrito 93, 2022).
- La ley del hambre (Contraluz Editorial, 2023).